# La mujer en boca de todos
La mujer en boca de todos (en japonés: 噂の娘, romanizado: Uwasa no musume) es una película dramática japonesa de 1935 escrita y dirigida por Mikio Naruse.

## Sinopsis

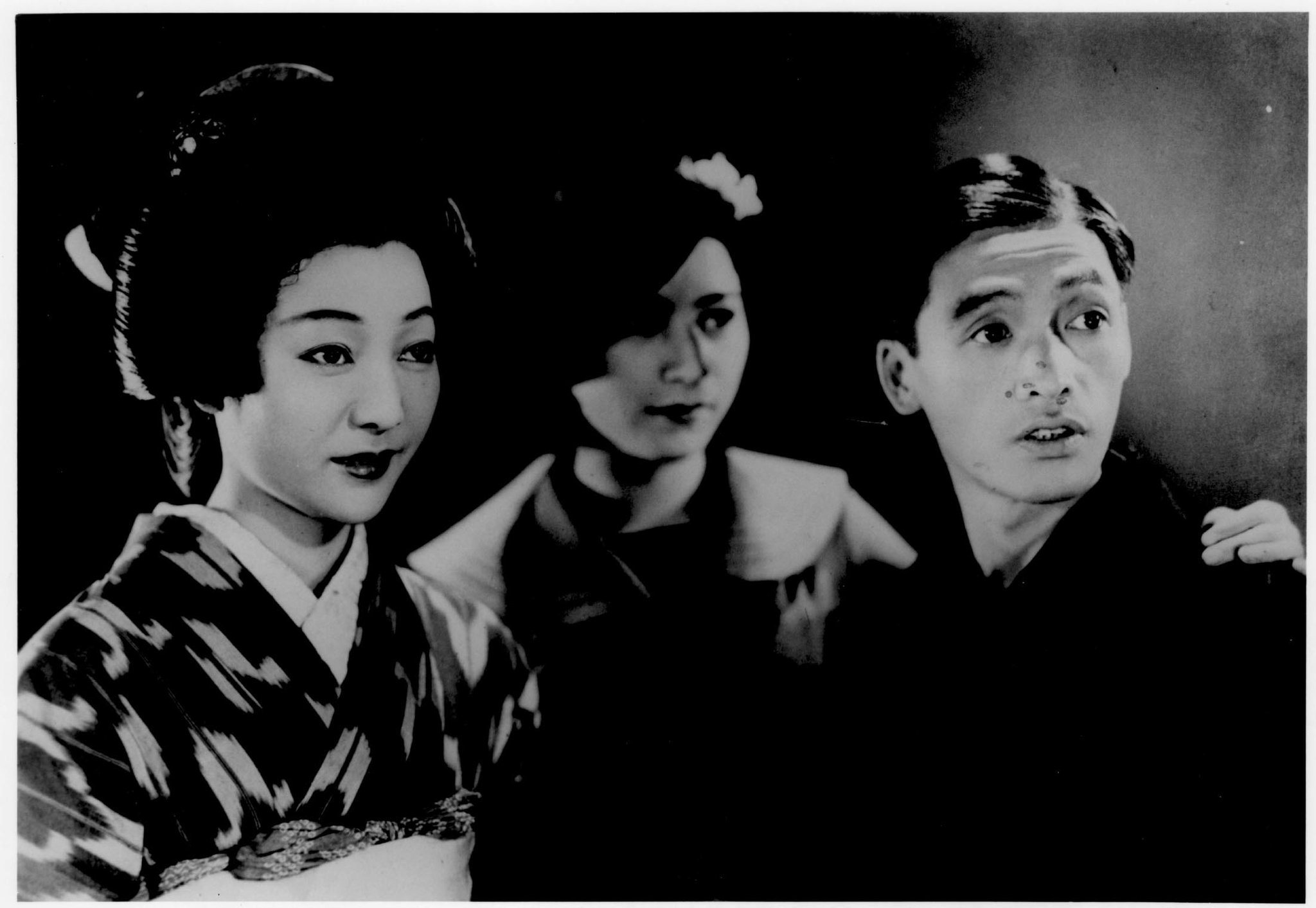
Sachiko Chiba, Ryūko Umezono y Kamatari Fujiwara en una escena de la película

La película comienza con una conversación entre un barbero y su cliente sobre la tienda de sake que está justo al otro lado de la calle y que, según sus palabras, está «yendo cuesta abajo» desde que el antiguo propietario, Keisaku, se retiró y su hijo Kenkichi tomó el control de la tienda. Keisaku comienza a beber el sake de la tienda ya temprano en el día, quejándose de que la calidad de este es cada vez peor. Mientras que la hija más moderna de Kenkichi, Kimiko, vive una vida cómoda, Kunie, más tradicional, trabaja en la tienda de su padre. Ahora que su esposa ha muerto, Kenkichi le ofrece a su amante Oyo mudarse a su casa, un plan que Kunie respalda pero al que Kimiko se opone.
El tío de las hermanas organiza un omiai entre Kunie y Shintarō, hijo de una familia adinerada, al que Kenkichi se opone, ya que él mismo se vio obligado a contraer un matrimonio arreglado y desdichado. Después del encuentro entre los candidatos al matrimonio, Shintarō muestra más interés en Kimiko. El padre y el tío de Kunie pronto se enteran de que Shintarō prefiere a Kimiko antes que a ella, pero ocultan el hecho a Kunie. Cuando Kunie descubre que Kimiko está saliendo con Shintarō, su hermana confiesa su acto de la manera más insensible, dejando a Kunie sumida en el dolor.
Kenkichi finalmente organiza un encuentro entre Kimiko y Oyo en su casa, explicando que Oyo es su verdadera madre y que él y su esposa la criaron como su segunda hija. Kimiko se niega a aceptar la verdad y hace preparativos para abandonar la casa. En ese momento llega la policía y le pide a Kenkichi que los acompañe a la comisaría para interrogarlos, ya que había adulterado el sake que vendía en la tienda. En la peluquería, el barbero y un cliente se encogen de hombros ante el destino de Nadaya, bromeando sobre qué tipo de tienda se abrirá en su lugar.

## Elenco
- Sachiko Chiba como Kunie
- Ryuko Umezono como Kimiko
- Kō Mihashi como Kenkichi, el padre
- Yō Shiomi como Keisaku, el abuelo
- Kamatari Fujiwara como el tío
- Toshiko Itō como Oyo
- Heihachiro Okawa como Shintarō
- Masao Mishima como el barbero

## Recepción
En su libro de 1959 The Japanese Film – Art & Industry, el historiador de cine Donald Richie describió esta película  como «un triunfo de la técnica sobre el material anticuado» y «opuesto al melodrama de la época».
La película ocupó el octavo lugar en el listado de las diez mejores películas japonesas de 1935 redactado por la revista Kinema Junpō. La buena acogida de público y crítica de la película facilitó que la productora P.C.L. aceptara posteriormente los escenarios originales de Mikio Naruse.